# 品牌战略
品牌战略 是企业战略的核心内容，包括品牌形象、产品定位、发掘差异化、品牌核心价值等多方面因素。

## 相關
- 目标市场
- 单一品牌战略
- 多品牌战略
- 市場分眾
- 品牌战略经典模式

## 外部参考
- 品牌戰略之實例
- 品牌战略经典模式
- 品牌行銷策略這樣做就對了！５步驟教你打造成功品牌 （页面存档备份，存于）